# Toxorhynchites edwardsi
Toxorhynchites edwardsi är en tvåvingeart som först beskrevs av Philip James Barraud 1924.  Toxorhynchites edwardsi ingår i släktet Toxorhynchites och familjen stickmyggor. Inga underarter finns listade i Catalogue of Life.